# The Thrill
The Thrillはアメリカ合衆国で発売されたコミック。
アメリカのテレビドラマ『バフィー 〜恋する十字架〜』のスピンオフ作品であるコミックシリーズ『Tales of the Vampires』の１エピソードで2009年6月3日にダークホースコミックスから発売された。

## 作者
- 制作総指揮

ジョス・ウィードン
- スクリプト

ベッキー・クルーナン

## あらすじ
ジェイコブは夜遊びが好きな高校生。
同じ高校に通うアレックスはジェイコブを危機から救おうとする。
しかし、ジェイコブはすでにバンパイアになっていた。

## 登場人物
ジェイコブ
高校生。
メイ
バンパイア。金髪の女性で工業系短期大学の生徒。ジェイコブの恋人。
セバスチャン
街の顔役。正体はバンパイア。
アレックス
本名はアレクサンドラ。正体はバンパイア・スレイヤー。